# Wiktor Pinczuk
Wiktor Mychajłowycz Pinczuk, ukr. Віктор Михайлович Пінчук (ur. 14 grudnia 1960 w Kijowie) – ukraiński przedsiębiorca, filantrop i polityk, założyciel koncernu Interpipe Group. Zięć Łeonida Kuczmy.

## Życiorys
Pochodzi z żydowskiej rodziny. W 1983 ukończył Dniepropetrowski Instytut Metalurgiczny, uzyskał później stopień kandydata nauk. Do 1983 pracował na macierzystej uczelni, później w instytucie przemysłowym.
W 1990 założył prywatne przedsiębiorstwo Interpajp, które stopniowo rozrastało się, przekształcając się w grupę Interpipe, działającą na rynku gazowym, a także m.in. w branży mediów i finansów. W latach 90. stał się jednym z najbardziej wpływowych ukraińskich oligarchów.
Wiktor Pinczuk angażował się przez kilka lat w działalność polityczną. Pełnił funkcję doradcy prezydenta i członka rady ds. przedsiębiorczości przy gabinecie ministrów. W latach 1998–2006 przez dwie kadencje sprawował mandat posła do Rady Najwyższej, wybierany był z jednego z okręgów obwodu dniepropetrowskiego jako kandydat niezależny. Przez kilka lat wchodził w skład władz krajowych partii Trudowa Ukrajina. Po odejściu teścia z urzędu prezydenta i po pomarańczowej rewolucji utracił część wpływów i majątku, unieważniona została wówczas prywatyzacja kombinatu Kryworiżstal, w której brał udział jako jeden z inwestorów. Pozostał jednak jednym z najbogatszych Ukraińców – w 2014 magazyn „Forbes” wartość aktywów kontrolowanych przez Wiktora Pinczuka wyceniał na kwotę 3 miliardów USD, co plasowało go na 2. miejscu w kraju.
Stał się także jednym z najaktywniejszych ukraińskich filantropów. Założył fundację swojego imienia, przeznaczającą środki m.in. na zwalczanie HIV i AIDS, sponsorował także m.in. masowe bezpłatne koncerty. W grudniu 2013 publicznie poparł antyrządowe protesty w ramach Euromajdanu.
Poprzez swoją fundację współorganizował panel Ukraine House Davos, odbywający się od 2019 w ramach styczniowej konferencji Światowego Forum Ekonomicznego w Davos. W listopadzie 2023 Timothy Snyder ogłosił rozpoczęcie międzynarodowego projektu badawczego z zakresu tzw. deep history pod nazwą Ukrainian History Global Initiative; Wiktor Pinczuk był pomysłodawcą tej inicjatywy i został jej sponsorem.

## Życie prywatne
Wiktor Pinczuk dwukrotnie zawierał związki małżeńskie – jego drugą żoną została Ołena, córka Łeonida Kuczmy. Ma czworo dzieci.